# 黃莉莉 (香港)

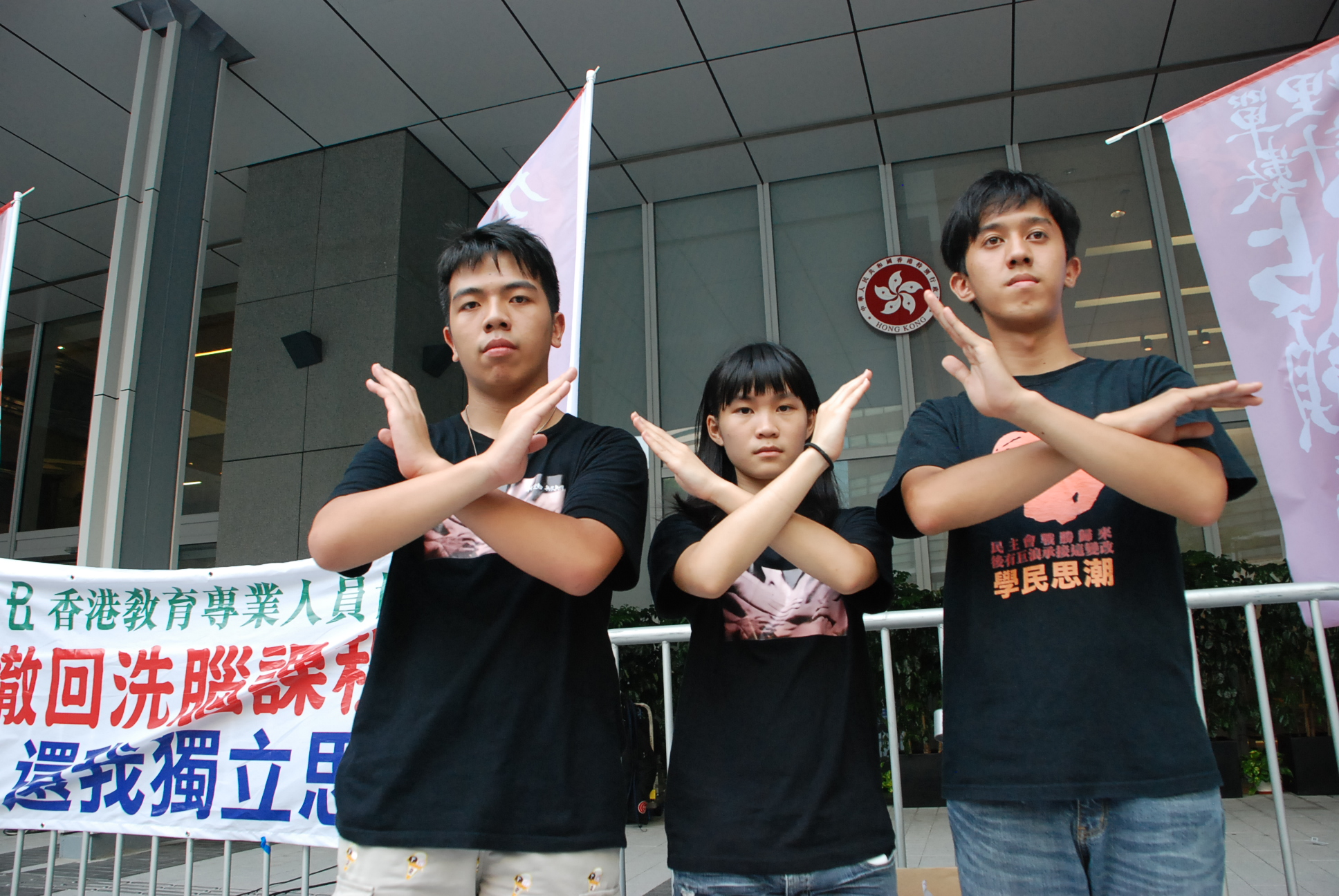
黃莉莉（中）

黃莉莉（英語：Lily Wong Lei Lei；1994年—），香港社運人士。2012年8月30日，黃曾在學民思潮發起的反對德育及國民教育科升級行動（埋單計數，撤回課程，佔領政總）中，和林朗彥一起絕食54小時，要求政府撤回該科。黃後來退出學民思潮，後來任香港眾志組織幹事，並直至該組織解散為止。

## 簡歷
2012年8月30日黃莉莉參與學民思潮發起的反對德育及國民教育科升級行動——埋單計數，撤回課程，佔領政總，與林朗彥一起絕食54小時。9月1日，黃莉莉血糖過低不適，需要喝葡萄糖水。學民思潮因應3人的身體虛弱，宣佈提早在9月2日午夜12時正終止絕食，黃結束絕食後在台上表示「不好意思」，在場人士即齊聲說「不要緊」，黃此時忍不住哭了。黃莉莉後來退出學民思潮。
2020年1月9日，黃莉莉於香港國際機場離境準備赴台灣觀選時，被警方以「串謀刑事毀壞」罪名拘捕，協助的律師指她在過去一段時間裏都在警方通緝名單內，但當事人不知情。香港眾志指黃或涉及2019年香港七一衝突事件。
2020年10月8日，南昌中選區區議員劉佩玉前往西九龍中心請願要求西九龍中心下架少女廣告，翌日黃與袁嘉蔚、何嘉柔模仿少女廣告的穿著，前往劉的辦事處外拍照作出回應。
2023年7月27日上午，她與另一名前眾志成員陳珏軒被港警國安處逮捕，因其涉違《香港國安法》第29（4）條「串謀勾結外國或者境外勢力危害國家安全」罪及香港法例第200章《刑事罪行條例》第9及10條「串謀作出具煽動意圖的作為」罪。他們現正被扣留調查。警方調查顯示這兩人跟7月5日的被捕者前主席林朗彥、成員李啟靖、鍾展翹和廖偉濂有關。這兩人被認定極可能與協助經營「懲罰Mee」有關，以資助香港眾志創黨主席羅冠聰。